# Anthony Jensen
Anthony Terrence Jensen (* 16. April 1967 in Portland, Multnomah County, Oregon) ist ein US-amerikanischer Schauspieler sowie Fernseh- und Filmproduzent.

## Leben
Jensen wurde am 16. April 1967 in Portland geboren. Nach seiner High-School-Zeit zog er 1986 nach Los Angeles, um an der dortigen American Academy of Dramatic Arts Schauspiel zu studieren. 1989 machte er seinen Abschluss. Seitdem ist er als Schauspieler tätig und Mitglied der Schauspielergewerkschaft SAG-AFTRA. Seit Dezember 2009 arbeitete er als Produzent bei Mark Burnett Productions. Von Mai 2014 bis Mai 2018 arbeitete er zusätzlich insgesamt vier Jahre bei Metro-Goldwyn-Mayer als Produzent.
Anfang der 1990er Jahre erfolgten für Jensen erste Rollen in Fernsehserien. 1999 machte er sein Filmdebüt in einer Nebenrolle in EDtv. In den nächsten Jahren folgten Besetzungen in einer Reihe von Kurzfilmen und Fernsehdokuserien wie It's a Miracle, Trautes Heim, Mord allein oder auch Fatales Vertrauen – Dem Mörder so nah. Er erhielt Episodenrollen in den bekannten Fernsehserien Schatten der Leidenschaft und General Hospital. Seit Ende der 2010er Jahre wirkte er verstärkt in Low-Budget-Filmen mit. So war er 2020 in Street Survivors als Agent Wallace, in Monster Hunters – Die Alienjäger als First Sergeant Shepherd und in Loco als Officer Whitaker zu sehen. 2021 erhielt er eine der Hauptrollen als Henry Fischer im Science-Fiction-Film 2021 – War of the Worlds: Invasion from Mars.
Er war als Produzent mehrerer Fernsehserien oder Fernsehsendung involviert.

## Filmografie (Auswahl)

### Schauspieler
- 1990: The Outsiders (Fernsehserie, 4 Episoden)
- 1998: Vinyl Justice (Fernsehserie, Episode 1x05)
- 1999: EDtv (Edtv)
- 1999: It's a Miracle (Fernsehdokuserie, Episode 2x10)
- 2002: Boomerang (Kurzfilm)
- 2002: Sway
- 2014: Detail Neutral (Kurzfilm)
- 2015: Beat The Heat (Kurzfilm)
- 2016: Lucha Underground (Fernsehserie, Episode 2x01)
- 2016: Channel (Kurzfilm)
- 2016: Working with Jigsaw (Kurzfilm)
- 2017: Candyland (Kurzfilm)
- 2017: The Coroner: I Speak for the Dead (Fernsehserie, Episode 2x02)
- 2017: Scarlett-Angelina (Kurzfilm)
- 2017: Trautes Heim, Mord allein (Blood Relatives, Fernsehdokuserie, Episode 6x09)
- 2017: Dirty Laundry (Fernsehserie, Pilotfolge)
- 2018: Fatales Vertrauen – Dem Mörder so nah (Unusual Suspects, Fernsehdokuserie, Episode 9x13)
- 2018: Stillwater
- 2018: Schatten der Leidenschaft (The Young and the Restless, Fernsehserie, Episode 1x11478)
- 2018: Runner
- 2018: House of Darkness: New Blood (Fernsehfilm)
- 2018: Nazi Overlord
- 2018: D-Railed – Zugfahrt in die Hölle (D-Railed)
- 2018: No Experience Necessary (Mini-Serie, Episode 1x05)
- 2019: Princess of the Row
- 2019: Kayla
- 2019: The Gallows Act II
- 2019: Prey
- 2019: Doctor Death
- 2019: General Hospital (Fernsehserie, Episode 57x178)
- 2020: Street Survivors
- 2020: Monster Hunters – Die Alienjäger (Monster Hunters)
- 2020: Loco
- 2021: 2021 – War of the Worlds: Invasion from Mars (Alien Conquest)
- 2021: Aquarium of the Dead
- 2021: Swim – Schwimm um dein Leben! (Swim)
- 2022: Reed's Point
- 2022: Bullet Train Down
- 2022: The Secret Life of College Escorts (Fernsehfilm)
- 2022: Alien Space Battle (Attack on Titan)
- 2022: Who Killed Cooper Dunn?
- 2022: A Belgian Chocolate Christmas
- 2022: 2025 Armageddon – Willkommen im Multiversum (2025 Armageddon)
- 2023: Doomsday Meteor
- 2023: Butch vs. Sundance
- 2023: Transmorphers 2: Kriegsbestien-Mech (Transmorphers: Mech Beasts)
- 2023: Snow White and the Seven Samurai
- 2024: PlanetQuake (Planetquake)

### Produzent
- 2009: Dating in the Dark (Fernsehserie)
- 2009: The Wanted (Fernsehserie, 2 Episoden)
- 2010: Basketball Wives Season 2 Reunion (Fernsehsendung)
- 2010: HGTV Design Star (Fernsehserie, 10 Episoden)
- 2011: Tough Enough (Fernsehserie, 10 Episoden)
- 2011–2012 All-American Muslim (Fernsehserie, 8 Episoden)
- 2014: Catch a Contractor (Fernsehserie, Episode 1x01)
- 2014: WWE Legends' House (Fernsehserie, 10 Episoden)
- 2014–2017: Lucha Underground (Fernsehserie, 33 Episoden)
- 2017: First Dates (Fernsehserie, 5 Episoden)
- 2021: Swim – Schwimm um dein Leben! (Swim)
- 2021: Megaboa
- 2022: Moon Crash
- 2022: Framed by My Sister (Fernsehfilm)
- 2022: 4 Horsemen: Apocalypse
- 2022: College Hill: Celebrity Edition (Fernsehserie, 7 Episoden)
- 2022: Thor: God of Thunder
- 2022: A Belgian Chocolate Christmas